# Oberkirchberg
Oberkirchberg è una località tedesco situata nel land del Baden-Württemberg.
Già comune autonomo, il 1º aprile 1972 si è fuso con quello di Unterkirchberg per formare il nuovo comune di Illerkirchberg.